# Villa longicornis
Villa longicornis är en tvåvingeart som beskrevs av Lyneborg 1965. Villa longicornis ingår i släktet Villa och familjen svävflugor. Arten är reproducerande i Sverige. Inga underarter finns listade i Catalogue of Life.